# Фрід Ян Борисович
Ян Борисович Фрід (рос. Яков Борисович Фрид, справжнє ім'я рос. Яков Борухович Фридланд; 18 (31 травня) 1908, Красноярськ, Єнісейська губернія, Російська імперія — 19 грудня 2003, Штутгарт, Німеччина) — радянський і російський кінорежисер і сценарист. Знаний представник режисерів радянської музичної комедії 1950-1980-х років.

## Життєпис
В 1932 закінчив режисерський факультет Ленінградського театрального інституту (майстерня Володимира Соловйова), в 1938 — Кіноакадемію при ВДІКу, де його наставником був Сергій Ейзенштейн.
З 1938 року почав працювати на кіностудії «Ленфільм», де дебютував короткометражним фільмом за оповіданням А. П. Чехова «Хірургія». Потім поставив дитячу пригодницьку стрічку «Патріот».
Учасник німецько-радянської війни з жовтня 1941 року. У січні 1944 — травні 1945 — начальник армійського Будинку Червоної Армії 15-ї повітряної армії. Воював на Ленінградському і 2-му Прибалтійському фронтах. Брав участь в обороні і знятті блокади Ленінграда, окупації балтійських країн. Війну закінчив у званні майора. Член ВКП (б) з 1939 року.
На початку 1950-х років знімав документальні фільми.
В 1953 поставив фільм-спектакль «Любов Ярова», в 1955 екранізував п'єсу «Дванадцята ніч» Вільяма Шекспіра.
Надалі знімав картини різних жанрів, але з початку 1970-х років спеціалізувався в жанрі музичного кіно, поставивши фільм «Прощання з Петербургом» про перебування в Росії Йоганна Штрауса-сина.
Здобув визнання після виходу на телеекрани фільму «Собака на сіні» (1977), знятої за п'єсою Лопе де Вега.

## Фільмографія

### Режисерські роботи
- 1939: Хірургія
- 1939: Патріот
- 1940: Повернення
- 1953: Любов Ярова
- 1955: Дванадцята ніч
- 1956: Дорога правди
- 1957: Балтійська слава
- 1960: Чужа біда
- 1964: Весняні турботи
- 1967: Зелена карета
- 1971: Прощання з Петербургом
- 1977: Собака на сіні
- 1979: Кажан
- 1980: Благочестива Марта
- 1981: Сільва
- 1983: Вільний вітер
- 1989: Дон Сезар де Базан
- 1992: Тартюф

### Сценарист
- 1955: Дванадцята ніч
- 1977: Собака на сіні
- 1979: Кажан
- 1980: Благочестива Марта
- 1981: Сільва
- 1983: Вільний вітер
- 1989: Дон Сезар де Базан
- 1992: Тартюф